# Subject Detroit
Subject Detroit est un label discographique américain de techno de Détroit, basé à Détroit, dans le Michigan, actif entre 1993 et 2018.

## Histoire
Le label est fondé en 1993 par DJ Bone.
Après 25 ans d'existence, DJ Bone annonce mettre un terme au label avec la sortie d'un tout dernier album, intitulé Further, en 2018. Entretemps, il sort l'album Beyond. DJ Bone ouvre par la suite un label baptisé du même nom que son album, Further, qu'il lance avec la sortie de deux EP.